# Myles Lewis-Skelly
Myles Anthony Lewis-Skelly (Londres, 26 de setembro de 2006) é um futebolista inglês que atua como lateral-esquerdo. Atualmente defende o Arsenal.

## Infância
Myles Anthony Lewis-Skelly nasceu em 26 de setembro de 2006, em Denmark Hill, Londres. Seus pais são britânicos de ascendência mista caribenha.
Durante seu tempo em Hale End, a Academia do Arsenal, Lewis-Skelly frequentou a Escola Aldenham, que fica em Hertfordshire. Ao mesmo tempo em que atuava pelo time estudantil, Lewis-Skelly atuava também pelo time da academia juvenil do Arsenal.

## Carreira

### Início de carreira
Lewis-Skelly ingressou na academia do Arsenal, time da Premier League, quando criança, aos oito anos de idade. Ele fez todas as etapas das categorias de base na academia juntamente a Ethan Nwaneri, amigo e companheiro de clube de Lewis-Skelly. Os dois fizeram sua estreia no sub-18 juntos, em uma vitória por 6 a 1 sobre o Reading, com ambos os jogadores marcando.
Lewis-Skelly foi aclamado por suas atuações na campanha do Arsenal na FA Youth Cup de 2022–23, na qual chegou à final, onde o Arsenal foi derrotado pelo West Ham United. Em 6 de fevereiro de 2023, em jogo válido pela quinta rodada, ele fez uma bela exibição atuando como volante, onde o Arsenal venceu o Watford por 4 a 2, antes de fechar um acordo de bolsa de estudos com o clube ainda em fevereiro, assim permanecendo em Hale End por mais dois anos, onde após esse período, se tornaria elegível para assinar um contrato profissional com o clube inglês.
Seu desempenho na vitória nas quartas de final, contra o Cambridge United, rendeu elogios do então treinador Jack Wilshere. O ex-meio-campista, e ídolo do Arsenal, afirmou que Lewis-Skelly era capaz de "coisas que você não pode treinar", destacando o seu talento natural. Na semifinal contra o Manchester City, Skelly marcou o gol da vitória no último minuto da prorrogação, contribuindo na vitória do Arsenal sobre os Citizens por 2 a 1.

### Arsenal
Em 5 de outubro de 2023, o Arsenal anunciou que Lewis-Skelly havia assinado seu primeiro contrato profissional com o clube. Em 22 de setembro de 2024, Skelly fez sua estreia pelo time principal, em um empate por 2 a 2 contra o Manchester City, no Etihad Stadium, entrando no lugar de Jurriën Timber, nos acréscimos do segundo tempo. Na mesma partida, ele foi punido com um cartão amarelo pelo árbitro Michael Oliver antes de sua estreia. No dia 25 de setembro, Lewis-Skelly estreou como titular na vitória por 5 a 1 sobre o Bolton Wanderers, pela Copa da Liga Inglesa. Em 11 de dezembro, ele fez sua primeira partida na Liga dos Campeões, na vitória por 3 a 0 sobre o Monaco, da França, se tornando assim o jogador mais jovem a ser titular pelo Arsenal na competição europeia desde 2011. Lewis-Skelly fez sua primeira partida como titular na Premier League, no empate em 0 a 0 contra o Everton, no dia 14 de dezembro.
Em 25 de janeiro de 2025, Lewis-Skelly recebeu um cartão vermelho direto, novamente aplicado pelo árbitro Michael Oliver, na vitória do Arsenal por 1 a 0 contra o Wolverhampton Wanderers, após uma falta dura em Matt Doherty. Em 28 de janeiro, foi informado que Lewis-Skelly não cumpriria a suspensão automática de três jogos, depois que o recurso do Arsenal contra seu cartão vermelho foi aceito e mantido por uma comissão reguladora independente da FA. A comissão reguladora declarou que "os membros da Comissão foram unânimes na sua opinião de que o árbitro cometeu um erro óbvio ao expulsar Lewis-Skelly pela entrada que fez". "Lewis-Skelly passou por cima do seu adversário e fez com que ele tropeçasse, possivelmente deliberadamente, mas ao fazê-lo, obviamente não colocou em perigo a segurança do seu adversário, nem usou força excessiva ou brutalidade, nem 'investiu' contra o seu adversário".
Em 2 de fevereiro, Lewis-Skelly marcou seu primeiro gol pelo Arsenal, na vitória por 5 a 1 contra o Manchester City, no Emirates Stadium. Ele comemorou seu gol realizando a celebração de meditação de Erling Haaland; no jogo de volta em que o Manchester City empatou por 2 a 2, Haaland teria perguntado, em tom de ironia, "quem diabos" ele era. Em 22 de fevereiro, na partida contra o West Ham United, Lewis-Skelly viu seu cartão amarelo inicial ser transformado em vermelho após o VAR interferir no lance, por impedir uma chance clara de gol. O Arsenal acabou perdendo o jogo por 1–0.
Em 19 de junho de 2025, Lewis-Skelly foi indicado ao prêmio de Jogador Jovem do Ano da PFA. Em 26 de junho, o Arsenal anunciou a renovação de contrato de Lewis-Skelly. O jovem inglês assinou com os Gunners um contrato válido até 2030.

## Carreira internacional

### Seleções de base
Os pais de Lewis-Skelly são britânicos, e seus avós são de ascendência caribenha mista (Barbados, Guiana, Jamaica e Santa Lúcia). Skelly é, portanto, elegível para representar Inglaterra e Barbados. Quando integrava as categorias de base do Arsenal, Lewis-Skelly foi convidado para participar de um período de treinos com a seleção de Barbados. Skelly representou a Inglaterra na categoria sub-16. Também foi convocado para a seleção sub-17 para o Campeonato Europeu Sub-17 da UEFA de 2023. No segundo jogo da Inglaterra no torneio, Lewis-Skelly marcou aos sete minutos, ajudando assim a Inglaterra a construir o placar, na vitória por 4 a 1 sobre a Holanda.
Em 6 de setembro de 2023, Lewis-Skelly fez sua estreia pela Inglaterra sub-18, em uma derrota por 2 a 0 para a França, em Limoges. Em 2 de novembro, ele foi convocado para representar a seleção da Inglaterra na Copa do Mundo FIFA Sub-17 de 2023. Em 7 de setembro de 2024, Lewis-Skelly fez sua estreia pela Inglaterra sub-19, durante um empate por 1 a 1, fora de casa, contra a Croácia.

### Seleção principal
Em 14 de março de 2025, Lewis-Skelly foi convocado pela primeira vez para a seleção principal da Inglaterra, para as partidas das Eliminatórias da Copa do Mundo FIFA de 2026, contra a Albânia e Letônia, sob o comando do técnico Thomas Tuchel. Em 21 de março, na partida contra a Albânia, Lewis-Skelly marcou o primeiro gol da partida, aos 20 minutos, e foi eleito o melhor em campo. Com 18 anos e 176 dias, ele se tornou o jogador mais jovem da Inglaterra a marcar em sua estreia pela Seleção Principal, quebrando o recorde que pertencia anteriormente a Marcus Rashford.

## Estilo de jogo
Atuando predominantemente como um meio-campista central, capaz de jogar tanto ofensivamente quanto defensivamente, Lewis-Skelly também atuou como lateral-esquerdo no time sub-21 do Arsenal, no time principal, e na seleção inglesa. O portal Goal descreveu Skelly como "excelente com a bola nos pés", com "técnica impressionante" e "um motor necessário para conseguir ir de uma área a outra". Lewis-Skelly foi comparado a nomes como Arturo Vidal e Michael Essien, meio-campistas de ação capazes de se impor nos jogos e conhecidos por sua versatilidade e polivalência.

## Vida pessoal e familiar
A mãe de Lewis-Skelly é Marcia Lewis, que lançou em 2022 o No1Fan.club, um serviço para ajudar famílias com crianças que integram categorias de base de clubes de futebol. "Temos pais de jogadores que integram as categorias de base que querem dar uma espiadinha por cima da cortina do que acontece numa academia. Os seus filhos foram observados, o que significa isso?", disse Lewis à BBC.

## Títulos
Arsenal sub-21
- Vice-campeão da FA Youth Cup: 2022–23[38]

Individuais
- Equipe da Temporada da Premier League da EA Sports FC: 2024-25[39]